# Nekrolog 1473
Nekrolog
◄◄
| ◄
| 1469
| 1470
| 1471
| 1472
| 1473 | 1474 | 1475 | 1476 | 1477 | ► | ►►
Weitere Ereignisse | Allgemeiner Nekrolog 1473
Die Beschreibung der verstorbenen Person sollte so kurz wie möglich gehalten sein und nur deren signifikante Tätigkeit(en) enthalten.
Neue Namen ggf. auch unter dem Geburts- und Sterbedatum, also etwa unter 1. Januar und im Geburts- und Sterbejahr (2024) eintragen (nur bei entsprechender großer Wichtigkeit). Für Beispiele siehe die schon vorhandenen Artikel.
Außerdem über die fünf zuletzt Verstorbenen, zu denen es einen ausreichend guten Artikel für eine Präsentation auf der Hauptseite gibt, nach der todesbedingten Überarbeitung der Artikel ggf. auch unter Wikipedia Diskussion:Hauptseite informieren und sie am besten auch in den anderen Wikipedia-Sprachversionen eintragen. Tipp: Regelmäßig bei news.google.de nach „ist tot“, „gestorben“ oder „verstorben“ suchen.
Wenn eine Person gestorben ist, gibt es viele Seiten zu dieser Person in der Wikipedia, die davon auch betroffen sind und entsprechend aktualisiert werden müssen. Beispiele: Namenübersichtsseite, Geburtsjahr, Geburtsort-Seiten und viele mehr.
Wie finde ich die betroffenen Seiten?
Im Suchfeld auf der linken Seite gibt man den Suchbegriff so ein: „Vorname Nachname“. Dann klickt man auf Volltext und alle Seiten mit entsprechendem Suchtext werden aufgerufen. Hier sieht man dann schnell, wo auch das Todesjahr Sinn macht oder sogar ein Teil des Artikels angepasst werden muss. Auch hilft das „Werkzeug“ auf der linken Seite sehr gut, um solche Seiten aufzufinden: „Links auf diese Seite“. Somit ist die Wikipedia wieder aktuell in allen Bereichen! Hinweis: bei Eintragung der Kategorie „Gestorben JAHR“ wird der Missbrauchsfilter 49 ausgelöst, was jedoch nicht schlimm ist. Siehe: Spezial:Missbrauchsfilter/49
Dies ist eine Liste von im Jahr 1473 verstorbenen bekannten Persönlichkeiten. Die Einträge erfolgen innerhalb der einzelnen Daten alphabetisch sortiert. Tiere sind im Nekrolog für Tiere zu finden.

## Januar
| Tag        | Name                        | Beruf, bekannt als                                               | Alter | Beleg |
| ---------- | --------------------------- | ---------------------------------------------------------------- | ----- | ----- |
| 24. Januar | Conrad Paumann              | deutscher Komponist und Organist                                 |       |       |
| Januar     | Agnes von Baden (1408–1473) | badische Markgräfin, Herzogin von Schleswig, Gräfin von Holstein | 64    |       |

## Februar
| Tag         | Name              | Beruf, bekannt als                       | Alter | Beleg |
| ----------- | ----------------- | ---------------------------------------- | ----- | ----- |
| 19. Februar | Heinrich Birnbaum | deutscher Geistlicher und Kartäusermönch |       |       |
| 23. Februar | Arnold von Egmond | Herzog des Herzogtum Geldern             | 62    |       |

## März
| Tag      | Name             | Beruf, bekannt als                               | Alter | Beleg |
| -------- | ---------------- | ------------------------------------------------ | ----- | ----- |
| 4. März  | Heinrich Bukow   | deutscher katholischer Theologe                  |       |       |
| 25. März | Jean II. de Croÿ | Graf von Chimay und Generalkapitän des Hennegaus |       |       |

## April
| Tag       | Name              | Beruf, bekannt als                     | Alter | Beleg |
| --------- | ----------------- | -------------------------------------- | ----- | ----- |
| 3. April  | Alessandro Sforza | Herr von Pesaro                        | 63    |       |
| 25. April | Albrecht von Hoya | deutscher römisch-katholischer Bischof |       |       |

## Mai
| Tag     | Name                            | Beruf, bekannt als                                                       | Alter | Beleg |
| ------- | ------------------------------- | ------------------------------------------------------------------------ | ----- | ----- |
| 2. Mai  | Ralph Boteler, 1. Baron Sudeley | englischer Adliger und Staatsmann                                        |       |       |
| 18. Mai | Alonso de Fonseca I.            | Bischof von Ávila, Erzbischof von Sevilla und von Santiago de Compostela |       |       |

## Juni
| Tag      | Name                               | Beruf, bekannt als                                                 | Alter | Beleg |
| -------- | ---------------------------------- | ------------------------------------------------------------------ | ----- | ----- |
| 11. Juni | Herbord                            | katholischer Priester, Benediktiner und Abt des Klosters Murrhardt |       |       |
| 28. Juni | Pierre d’Amboise                   | französischer Adliger                                              |       |       |
| 28. Juni | Niclas Gerhaert van Leyden         | spätmittelalterlicher Bildhauer                                    |       |       |
| 28. Juni | John Talbot, 3. Earl of Shrewsbury | englischer Adliger                                                 | 24    |       |
| Juni     | Jean de Lescun                     | französischer Adliger                                              |       |       |

## Juli
| Tag      | Name                        | Beruf, bekannt als                          | Alter | Beleg |
| -------- | --------------------------- | ------------------------------------------- | ----- | ----- |
| 10. Juli | Jakob II.                   | Erzbischof von Nikosia und König von Zypern |       |       |
| 11. Juli | Bernhard II. Leoprechtinger | Stiftspropst von Berchtesgaden              |       |       |
| 14. Juli | Jean Juvénal des Ursins     | katholischer Bischof                        | 84    |       |

## August
| Tag       | Name                | Beruf, bekannt als             | Alter | Beleg |
| --------- | ------------------- | ------------------------------ | ----- | ----- |
| 5. August | Konrad von Rechberg | Administrator des Bistums Chur |       |       |

## September
| Tag          | Name                           | Beruf, bekannt als                                                                                       | Alter | Beleg |
| ------------ | ------------------------------ | --- | ----- | ----- |
| 9. September | Sophie von Sachsen-Lauenburg   | Prinzessin von Sachsen-Lauenburg sowie Herzogin und Regentin der Herzogtümer Jülich und Berg (1456–1473) |       |       |
| September    | Wilhelm II. von Limburg-Broich | Graf von Limburg, Herr zu Broich                                                                         |       |       |

## Oktober
| Tag         | Name                      | Beruf, bekannt als                                              | Alter | Beleg |
| ----------- | ------------------------- | --------------------------------------------------------------- | ----- | ----- |
| 9. Oktober  | Heinrich von Hachede      | deutscher Jurist und Ratsherr der Hansestadt Lübeck             |       |       |
| 10. Oktober | Giorgio da Sebenico       | italienischer Bildhauer und Architekt                           |       |       |
| 16. Oktober | Reinoud II. van Brederode | niederländischer Edelmann                                       |       |       |
| 19. Oktober | Johannes Brugman          | niederländischer Franziskaner, Volksprediger und Schriftsteller |       |       |

## November
| Tag          | Name                            | Beruf, bekannt als | Alter | Beleg |
| ------------ | ------------------------------- | --- | ----- | ----- |
| 8. November  | Sibet Attena                    | ostfriesischer Häuptling |       |       |
| 12. November | Simon le Breton                 | franko-flämischer Komponist und Sänger                                                                                           |       |       |
| 18. November | Johann der Jüngere von Rabstein | böhmischer Adliger und Humanist; Probst und Burggraf von Vyšehrad, Diplomat der Könige Georg von Podiebrad und Matthias Corvinus |       |       |
| 24. November | Jean Jouffroy                   | französischer Kardinal und Kommendatarabt                                                                                        |       |       |

## Dezember
| Tag          | Name                | Beruf, bekannt als                                 | Alter | Beleg |
| ------------ | ------------------- | -------------------------------------------------- | ----- | ----- |
| 24. Dezember | Johannes von Krakau | Priester der Diözese Krakau und Theologieprofessor | 83    |       |

## Datum unbekannt
| Tag | Name                            | Beruf, bekannt als | Alter | Beleg |
| --- | ------------------------------- | --- | ----- | ----- |
|     | Guillaume Fillastre der Jüngere | französischer Bischof und Ratgeber am Hof von Burgund unter Philipp dem Guten und Karl dem Kühnen                         |       |       |
|     | Heinrich II.                    | Fürst von Lüneburg und Fürst von Braunschweig-Wolfenbüttel                                                                |       |       |
|     | Hosokawa Katsumoto              | japanischer Samurai |       |       |
|     | Nikolaus I.                     | Herzog von Lothringen, Bar und Kalabrien                                                                                  |       |       |
|     | Thomas Pirckheimer              | deutscher Humanist, Jurist, Domkapitular                                                                                  |       |       |
|     | Michael Puff                    | österreichischer Arzt |       |       |
|     | Michael von Rentelen            | Dominikaner, Titularbischof von Symbalon und Weihbischof in Schwerin, in Havelberg, in Cammin und in Roskilde (1462–1472) |       |       |
|     | Niccolò Tron                    | Doge von Venedig |       |       |
|     | Werner Wolmers                  | norddeutscher Bischof |       |       |